# Évora (navío)
El navío Évora es una embarcación histórica, que aseguró los servicios fluviales de la Compañía dos Caminhos de Ferro Portugueses entre Barreiro y Lisboa, en Portugal, entre 1931 y 1975. Después de ser remodelada en 2004, pasó a efectuar viajes de turismo para la empresa Turisbuilding.

## Historia

### Carrera al servicio de la Compañía de los Ferrocarriles Portugueses
Adquirida por la Compañía de los Ferrocarriles Portugueses en 1931 a la casa alemán Friedrich Krupp AG, esta fue la primera embarcación fluvial en Portugal en utilizar un motor a gasóleo. Fue considerado el mejor barco de este género en su época, debido a su rapidez y confort para los pasajeros. Fue empleado en los servicios entre Lisboa y Barreiro, siendo retirado del servicio a finales de 1975.

### Remodelación y carrera al servicio de Turisbuilding
Fue remodelado y redecorado en 2004, para efectuar viajes de turismo, al servicio de la empresa Turisbuilding.

## Características
Después de la remodelación de 2004, disponía de 36,53 metros de longitud, 8,04 metros de boca, un puntal de 2,88 metros, y un calado medio de 1,80 metros; la carga bruta era de 282 toneladas, pudiendo transportar 240 pasajeros.